# КК Партизан сезона 2017/18.
КК Партизан сезона 2017/18  обухвата све резултате и остале информације везане за наступ Партизана у сезони 2017/18. и то у следећим такмичењима: Еврокуп, Јадранска лига, Суперлига Србије и Куп Радивоја Кораћа.

## Играчи
Сви играчи који су наступали за клуб у сезони 2017/18.
| Број   | Број   | Позиција              | Име                   | Националност              | Напомене                                                 |
| ------ | ------ | --------------------- | --------------------- | ------------------------- | -------------------------------------------------------- |
| 2      | 2      | плејмејкер            | Патрик Милер          | Сједињене Америчке Државе | Напустио клуб 14. јануара 2018. и прешао у Газијантеп ББ |
| 3      | 3      | плејмејкер            | Најџел Вилијамс-Гос   | Сједињене Америчке Државе |                                                          |
| 4      | 4      | плејмејкер            | Кваме Ван             | Сједињене Америчке Државе | Потписао уговор 14. јануара 2018.                        |
| 5      | 5      | крило / крилни центар | Бонџа Си              | Француска                 | Потписао уговор 17. јануара 2018.                        |
| 6      | 6      | плејмејкер            | Тадија Тадић          | Србија                    |                                                          |
| 7      | 7      | бек                   | Александар Аранитовић | Србија                    |                                                          |
| 8      | 8      | бек                   | Слободан Јовановић    | Србија                    | ОКК Београд – двојна регистрација                        |
| 9      | 9      | бек                   | Вања Маринковић       | Србија                    |                                                          |
| 10     | 10     | крилни центар         | Никола Танасковић     | Србија                    | Спартак Суботица – двојна регистрација                   |
| 12     | 12     | крилни центар         | Новица Величковић     | Србија                    | Капитен.                                                 |
| 14     | 14     | центар                | Обрад Томић           | Босна и Херцеговина       |                                                          |
| 15     | 15     | крилни центар         | Марко Пецарски        | Србија                    |                                                          |
| 17     | 17     | крилни центар         | Страхиња Гавриловић   | Србија                    |                                                          |
| 21     | 21     | крило                 | Михајло Андрић        | Србија                    |                                                          |
| 23     | 23     | центар                | Самардо Самјуелс      | Јамајка                   | Добио отказ 18. новембра 2017.                           |
| 24     | 24     | крило                 | Марко Чакаревић       | Србија                    |                                                          |
| 28     | 28     | бек                   | Андреја Стевановић    | Србија                    | Раскинуо уговор 21. децембра 2017. и вратио се у Динамик |
| 37     | 37     | центар                | Амида Брајма          | Гана                      | Потписао уговор 13. априла 2018, играо само у Суперлиги  |
| 41     | 41     | центар                | Ђорђе Гагић           | Србија                    |                                                          |
| 95     | 95     | центар                | Ђоко Шалић            | Босна и Херцеговина       |                                                          |
| Тренер | Тренер | Тренер                | Мирослав Николић      | Србија                    | Добио отказ 12. децембра 2017. и вратио се у Динамик     |
| Тренер | Тренер | Тренер                | Ненад Чанак           | Србија                    | Постављен 14. децембра 2017.                             |

## Промене у саставу

### Дошли
| Број | Позиција | Држављанство              | Име и презиме         | Дошао из                      | Извор         |
| ---- | -------- | ------------------------- | --------------------- | ----------------------------- | ------------- |
| 14   | Ц        | Босна и Херцеговина       | Обрад Томић           | Какањ                         | [ 1 ]         |
| 17   | КЦ       | Србија                    | Страхиња Гавриловић   | Динамик                       | [ 2 ]         |
| 7    | Б        | Србија                    | Александар Аранитовић | Црвена звезда                 | [ 3 ]         |
| 11   | ПЛ       | Аустралија                | Том Вилсон            | Мелбурн тајгерси              | [ 4 ]         |
| 28   | Б        | Србија                    | Андреја Стевановић    | Динамик                       | [ 2 ]         |
| 3    | ПЛ       | Сједињене Америчке Државе | Најџел Вилијамс-Гос   | Гонзага                       | [ 5 ]         |
| 6    | ПЛ       | Србија                    | Тадија Тадић          | Из млађих категорија          | [ 2 ]         |
| 24   | К        | Србија                    | Марко Чакаревић       | Динамик                       | [ 6 ]         |
| 2    | ПЛ       | Сједињене Америчке Државе | Патрик Милер          | Леонес де Санто Доминго       | [ 7 ]         |
| 15   | КЦ/Ц     | Србија                    | Марко Пецарски        | Бајерн Минхен                 | [ 8 ] [ 9 ]   |
| 95   | Ц        | Србија                    | Ђоко Шалић            | Сутјеска                      | [ 8 ]         |
| 13   | Ц        | Србија                    | Димитрије Николић     | ККК Раднички                  | [ 8 ]         |
| 23   | КЦ/Ц     | Јамајка                   | Самардо Самјуелс      | Енел Бриндизи                 | [ 10 ]        |
|      | К        | Србија                    | Ђорђе Пажин           | Стела Азура Рома              | [ 11 ]        |
| 41   | КЦ/Ц     | Србија                    | Ђорђе Гагић           | Јешилгиресун                  | [ 12 ]        |
| 4    | К/Б      | Сједињене Америчке Државе | Кваме Ван             | Арис                          | [ 13 ]        |
| 5    | К/КЦ     | Француска                 | Бонџа Си              | АЕК Атина                     | [ 14 ] [ 15 ] |
| 13   | Ц        | Србија                    | Димитрије Николић     | Слога (Повратак са позајмице) | [ 16 ]        |
| 37   | Ц        | Гана                      | Амида Брајма          | Остин спарси                  | [ 17 ]        |

### Отишли
| Број | Позиција | Држављанство              | Име и презиме       | Отишао у                               | Извор  |
| ---- | -------- | ------------------------- | ------------------- | -------------------------------------- | ------ |
| 44   | Б        | Сједињене Америчке Државе | Џамонт Гордон       | Слободан агент                         |        |
| 6    | ПЛ       | Србија                    | Бранислав Ратковица | Цибона                                 | [ 18 ] |
| 13   | Ц        | Србија                    | Ђорђе Мајсторовић   | МЗТ Скопље                             | [ 19 ] |
| 15   | Ц        | Србија                    | Милош Копривица     | Мега Бемакс                            | [ 20 ] |
| 55   | Ц        | Србија                    | Урош Луковић        | Морнар Бар                             | [ 21 ] |
| 14   | КЦ       | Србија                    | Стефан Бирчевић     | Истанбул ББ                            | [ 22 ] |
| 43   | КЦ       | Босна и Херцеговина       | Кенан Карахоџић     | Уникаха Малага (Повратак са позајмице) | [ 23 ] |
| 7    | К        | Босна и Херцеговина       | Адин Врабац         | Иберостар Тенерифе                     | [ 24 ] |
| 25   | ПЛ       | Сједињене Америчке Државе | Вил Хачер           | Динамо Сасари                          | [ 25 ] |
| 33   | ПЛ       | Србија                    | Стефан Пот          | ФМП                                    | [ 26 ] |
| 10   | К        | Србија                    | Никола Танасковић   | Спартак Суботица (двојна регистрација) | [ 27 ] |
| 8    | Б        | Србија                    | Слободан Јовановић  | ОКК Београд (двојна регистрација)      | [ 28 ] |
| 13   | Ц        | Србија                    | Димитрије Николић   | Слога (позајмица)                      | [ 29 ] |
| 23   | КЦ/Ц     | Јамајка                   | Самардо Самјуелс    | Лимож                                  | [ 30 ] |
| 28   | Б        | Србија                    | Андреја Стевановић  | Динамик                                | [ 31 ] |
| 11   | ПЛ       | Аустралија                | Том Вилсон          | Мелбурн тајгерси                       | [ 32 ] |
| 2    | ПЛ       | Сједињене Америчке Државе | Патрик Милер        | Газијантеп                             | [ 33 ] |
| 13   | Ц        | Србија                    | Димитрије Николић   | Младост Земун (позајмица)              | [ 16 ] |
|      | К        | Србија                    | Ђорђе Пажин         | Младост Земун (позајмица)              | [ 34 ] |

## Суперкуп Јадранске лиге
Суперкуп Јадранске лиге у кошарци је 2017. године одржан по први пут. Домаћин турнира био је Бар у периоду од од 20. до 23. септембра 2017. године, а сви мечеви су одиграни у Спортској дворани Тополица.
Партизан је такмичење у Супекупу завршио већ у четвртфиналу након пораза од Морнара из Бара.

### Четвртфинале
| 20. 9. 2017 21:15 | Извештај | Морнар Бар                                                         | 91 : 77 | Партизан НИС                                       | Спортска дворана Тополица, Бар Судије: Игор Драгојевић (ЦГ), Денис Хаџић (ХРВ), Боро Антовски (МАК) |  |
| 20. 9. 2017 21:15 | Извештај | Четвртине: 26:24, 16:23, 27:17, 22:13                              |         |                                                    | Спортска дворана Тополица, Бар Судије: Игор Драгојевић (ЦГ), Денис Хаџић (ХРВ), Боро Антовски (МАК) |  |
| 20. 9. 2017 21:15 | Извештај | Поени: Нидам 22 Скокови: Шеферд 10 Асистенције: Нидам, Рејли-Рос 4 |         | Маринковић 14 Пецарски 7 Вилијамс-Гос, Чакаревић 2 | Спортска дворана Тополица, Бар Судије: Игор Драгојевић (ЦГ), Денис Хаџић (ХРВ), Боро Антовски (МАК) |  |

## Јадранска лига
Партизан је у регуларном делу Јадранске лиге завршио на 5. месту са скором од 11 победа и 11 пораза.

### Резлтати
- Регуларни део сезоне:

| Датум         | Време | Меч             | Меч | Меч             | Резултат      |
| ------------- | ----- | --------------- | --- | --------------- | ------------- |
| 29. 9. 2017.  | 20:00 | МЗТ Скопље      | -   | Партизан        | 92—89         |
| 4. 10. 2017.  | 17:00 | Морнар          | -   | Партизан        | 82—80         |
| 7. 10. 2017.  | 19:00 | Партизан        | -   | ФМП             | 87—84         |
| 14. 10. 2017. | 17:00 | Задар           | -   | Партизан        | 97—104        |
| 21. 10. 2017. | 21:00 | Партизан        | -   | Игокеа          | 117—104       |
| 27. 10. 2017. | 18:00 | Цибона          | -   | Партизан        | 74—90         |
| 6. 11. 2017.  | 21:00 | Партизан        | -   | Црвена звезда   | 84—100        |
| 11. 11. 2017. | 19:00 | Мега Бемакс     | -   | Партизан        | 89—102        |
| 18. 11. 2017. | 19:00 | Партизан        | -   | Петрол Олимпија | 77—78         |
| 2. 12. 2017.  | 19:00 | Будућност       | -   | Партизан        | 86—79         |
| 9. 12. 2017.  | 19:00 | Партизан        | -   | Цедевита        | 82—92         |
| 16. 12. 2017. | 19:00 | Партизан        | -   | МЗТ Скопље      | 112—94        |
| 23. 12. 2017. | 17:00 | Партизан        | -   | Морнар Бар      | 93—98         |
| 30. 12. 2017. | 19:00 | ФМП             | -   | Партизан        | 83—71         |
| 4. 1. 2018.   | 17:00 | Партизан        | -   | Задар           | 95—87         |
| 14. 1. 2018.  | 17:00 | Игокеа          | -   | Партизан        | 67—74         |
| 20. 1. 2018.  | 19:00 | Партизан        | -   | Цибона          | 80—69         |
| 29. 1. 2018.  | 21:00 | Црвена звезда   | -   | Партизан        | 86—74         |
| 4. 2. 2018.   | 19:00 | Партизан        | -   | Мега Бемакс     | 89—73         |
| 10. 2. 2018.  | 21:00 | Петрол Олимпија | -   | Партизан        | 89—87 (Прод.) |
| 4. 3. 2018.   | 19:00 | Партизан        | -   | Будућност       | 94—83         |
| 10. 3. 2018.  | 19:00 | Цедевита        | -   | Партизан        | 85—75         |

### Табела
|    | Тим                 | Игр. | Поб. | Изг. | П+   | П-   | П+/- | Бод |
| -- | ------------------- | ---- | ---- | ---- | ---- | ---- | ---- | --- |
| 1  | Црвена звезда МТС   | 22   | 19   | 3    | 1955 | 1679 | +276 | 41  |
| 2  | Будућност ВОЛИ      | 22   | 17   | 5    | 1863 | 1661 | +202 | 39  |
| 3  | Цедевита            | 22   | 17   | 5    | 1798 | 1645 | +153 | 39  |
| 4  | Морнар Бар          | 22   | 14   | 8    | 1825 | 1790 | +35  | 36  |
| 5  | Партизан НИС        | 22   | 11   | 11   | 1936 | 1893 | +43  | 33  |
| 6  | Задар               | 22   | 10   | 12   | 1846 | 1885 | -39  | 32  |
| 7  | Петрол Олимпија     | 22   | 10   | 12   | 1738 | 1793 | -55  | 32  |
| 8  | ФМП                 | 22   | 9    | 13   | 1756 | 1763 | -7   | 31  |
| 9  | Мега Бемакс         | 22   | 8    | 14   | 1849 | 1858 | -9   | 30  |
| 10 | Игокеа              | 22   | 7    | 15   | 1782 | 1876 | -94  | 29  |
| 11 | Цибона              | 22   | 7    | 15   | 1754 | 1890 | -136 | 29  |
| 12 | МЗТ Скопље Аеродром | 22   | 3    | 19   | 1659 | 2028 | -369 | 25  |

Легенда:

## Еврокуп

### Прва фаза „Топ 24“ - Група Ц
| Прва четири у свакој групи пролазе у „Топ 16“ |
| Елиминисани                                   |

|    | Екипа            | Игр. | Поб. | Изг. | П+  | П-  | П+/- | Тај-брек  |
| -- | ---------------- | ---- | ---- | ---- | --- | --- | ---- | --------- |
| 1. | Локомотива Кубањ | 10   | 10   | 0    | 851 | 710 | +141 |           |
| 2. | Лијетувос Ритас  | 10   | 6    | 4    | 855 | 796 | +59  | 1-1 (+14) |
| 3. | АЛБА Берлин      | 10   | 6    | 4    | 847 | 812 | +35  | 1-1 (-14) |
| 4. | Лимож            | 10   | 5    | 5    | 787 | 804 | -17  |           |
| 5. | Ретабет Билбао   | 10   | 2    | 8    | 821 | 899 | -78  |           |
| 6. | Партизан НИС     | 10   | 1    | 9    | 811 | 951 | -140 |           |

- НАПОМЕНА: Поени постигнути у продужецима нису урачунати у табели, а не користе се ни за одређивање предности у случају да су тимови изједначени.

| 11. 10. 2017 20:00 Извештај |                                                              | АЛБА Берлин | 111 : 85                                  | Партизан НИС | Мерцедес-Бенц арена, Берлин Гледаоци: 8.043 |  |
| 11. 10. 2017 20:00 Извештај | Четвртине: 30:21, 27:18, 19:19, 35:27                        |             |                                           |              | Мерцедес-Бенц арена, Берлин Гледаоци: 8.043 |  |
| 11. 10. 2017 20:00 Извештај | Поени: Батерфилд 24 Скокови: Григонис 5 Асистенције: Сикма 4 |             | Вилијамс-Гос 22 Пецарски 6 Вилијамс-Гос 5 |              | Мерцедес-Бенц арена, Берлин Гледаоци: 8.043 |  |

| 18. 10. 2017 20:00 Извештај |                                                                   | Партизан НИС | 80 : 91                                  | Лијетувос Ритас | Хала Пионир, Београд Гледаоци: 2.669 |  |
| 18. 10. 2017 20:00 Извештај | Четвртине: 17:15, 26:24, 19:21, 18:31                             |              |                                          |                 | Хала Пионир, Београд Гледаоци: 2.669 |  |
| 18. 10. 2017 20:00 Извештај | Поени: Милер 24 Скокови: Маринковић 7 Асистенције: Вилијамс-Гос 6 |              | Маврокефалидис 26 Питерсон 11 Јомантас 5 |                 | Хала Пионир, Београд Гледаоци: 2.669 |  |

| 24. 10. 2017 20:30 Извештај |                                                               | Ретабет Билбао | 92 : 96                                                   | Партизан НИС | Билбао арена, Билбао Гледаоци: 4.034 |  |
| 24. 10. 2017 20:30 Извештај | Четвртине: 26:21, 23:21, 19:24, 24:30                         |                |                                                           |              | Билбао арена, Билбао Гледаоци: 4.034 |  |
| 24. 10. 2017 20:30 Извештај | Поени: Ервел 21 Скокови: Томас 7 Асистенције: Мумбру, Фишер 5 |                | Вилијамс-Гос 27 Величковић, Вилијамс-Гос 8 Вилијамс-Гос 3 |              | Билбао арена, Билбао Гледаоци: 4.034 |  |

| 31. 10. 2017 20:30 Извештај |                                                      | Лимож | 92 : 83                              | Партизан НИС | Палата спортова Боблан, Лимож Гледаоци: 4.000 |  |
| 31. 10. 2017 20:30 Извештај | Четвртине: 22:18, 25:23, 24:27, 21:15                |       |                                      |              | Палата спортова Боблан, Лимож Гледаоци: 4.000 |  |
| 31. 10. 2017 20:30 Извештај | Поени: Бутељ 21 Скокови: Жаите 7 Асистенције: Хејс 9 |       | Милер 17 Маринковић 6 Вилијамс-Гос 8 |              | Палата спортова Боблан, Лимож Гледаоци: 4.000 |  |

| 8. 11. 2017 20:00 Извештај |                                                                         | Партизан НИС | 83 : 93                      | Локомотива Кубањ | Хала Пионир, Београд Гледаоци: 2.406 |  |
| 8. 11. 2017 20:00 Извештај | Четвртине: 24:21, 15:20, 18:22, 26:30                                   |              |                              |                  | Хала Пионир, Београд Гледаоци: 2.406 |  |
| 8. 11. 2017 20:00 Извештај | Поени: Вилијамс-Гос 18 Скокови: Самјуелс 11 Асистенције: Вилијамс-Гос 7 |              | Регланд 23 Лејси 6 Кулагин 6 |                  | Хала Пионир, Београд Гледаоци: 2.406 |  |

| 14. 11. 2017 20:00 Извештај |                                                                                         | Партизан НИС | 80 : 96                               | АЛБА Берлин | Хала Пионир, Београд Гледаоци: 2.784 |  |
| 14. 11. 2017 20:00 Извештај | Четвртине: 19:21, 21:33, 18:19, 22:23                                                   |              |                                       |             | Хала Пионир, Београд Гледаоци: 2.784 |  |
| 14. 11. 2017 20:00 Извештај | Поени: Маринковић 18 Скокови: Величковић, Самјуелс 7 Асистенције: Вилијамс-Гос, Милер 6 |              | Батерфилд, Григонис 20 Сикма 7 Сива 7 |             | Хала Пионир, Београд Гледаоци: 2.784 |  |

| 5. 12. 2017 18:00 Извештај |                                                          | Лијетувос Ритас | 93 : 75                      | Партизан НИС | Сименс арена, Вилњус Гледаоци: 5.324 |  |
| 5. 12. 2017 18:00 Извештај | Четвртине: 22:19, 25:17, 22:20, 24:19                    |                 |                              |              | Сименс арена, Вилњус Гледаоци: 5.324 |  |
| 5. 12. 2017 18:00 Извештај | Поени: Барон 22 Скокови: Еходас 7 Асистенције: Крејмер 6 |                 | Милер 20 Чакаревић 5 Милер 7 |              | Сименс арена, Вилњус Гледаоци: 5.324 |  |

| 13. 12. 2017 20:45 Извештај |                                                                            | Партизан НИС | 67 : 83                     | Ретабет Билбао | Хала Пионир, Београд Гледаоци: 910 |  |
| 13. 12. 2017 20:45 Извештај | Четвртине: 18:22, 12:16, 19:15, 18:30                                      |              |                             |                | Хала Пионир, Београд Гледаоци: 910 |  |
| 13. 12. 2017 20:45 Извештај | Поени: Вилијамс-Гос 18 Скокови: Вилијамс-Гос 8 Асистенције: Вилијамс-Гос 5 |              | Редиво 20 Ервел 9 Салгадо 6 |                | Хала Пионир, Београд Гледаоци: 910 |  |

| 19. 12. 2017 20:00 Извештај |                                                                           | Партизан НИС | 98 : 101                | Лимож | Хала Пионир, Београд Гледаоци: 661 |  |
| 19. 12. 2017 20:00 Извештај | Четвртине: 20:19, 31:23, 25:34, 22:25                                     |              |                         |       | Хала Пионир, Београд Гледаоци: 661 |  |
| 19. 12. 2017 20:00 Извештај | Поени: Вилијамс-Гос 28 Скокови: Танасковић 9 Асистенције: Вилијамс-Гос 11 |              | Хејс 22 Картер 8 Џојс 7 |       | Хала Пионир, Београд Гледаоци: 661 |  |

| 27. 12. 2017 18:00 Извештај |                                                             | Локомотива Кубањ | 99 : 64                              | Партизан НИС | Баскет-хол арена, Краснодар Гледаоци: 3.855 |  |
| 27. 12. 2017 18:00 Извештај | Четвртине: 22:18, 32:10, 29:18, 16:18                       |                  |                                      |              | Баскет-хол арена, Краснодар Гледаоци: 3.855 |  |
| 27. 12. 2017 18:00 Извештај | Поени: Антипов 21 Скокови: Кулагин 6 Асистенције: Регланд 6 |                  | Маринковић 15 Шалић 5 Вилијамс-Гос 6 |              | Баскет-хол арена, Краснодар Гледаоци: 3.855 |  |

## Куп Радивоја Кораћа
Куп Радивоја Кораћа је 2018. године одржан по дванаести пут као национални кошаркашки куп Србије. Домаћин завршног турнира био је Ниш у периоду од 14. до 18. фебруара 2018, а сви мечеви су одиграни у Спортском центру Чаир. Насловни спонзор такмичења ове године је било Триглав осигурање.
Партизан је у Купу Радивоја Кораћа у четврфиналу савладао екипу Златибора, потом у полуфиналу Мега Бемакс а у финалу су победили екипу Црвене звезде.

### Четвртфинале
| 16. 2. 2018 19:30 | Извештај | Партизан НИС                                                                 | 67 : 54 | Златибор                           | Спортски центар Чаир, Ниш Гледаоци: 4.000 Судије: Урош Николић, Јасмина Јурас, Марко Пецељ |  |
| 16. 2. 2018 19:30 | Извештај | Четвртине: 17:14, 15:16, 21:8, 14:16                                         |         |                                    | Спортски центар Чаир, Ниш Гледаоци: 4.000 Судије: Урош Николић, Јасмина Јурас, Марко Пецељ |  |
| 16. 2. 2018 19:30 | Извештај | Поени: Андрић, Вон, Гавриловић 10 Скокови: Вилијамс-Гос 5 Асистенције: Вон 4 |         | Гуџић 14 Ризнић 7 Папић, Поповић 3 | Спортски центар Чаир, Ниш Гледаоци: 4.000 Судије: Урош Николић, Јасмина Јурас, Марко Пецељ |  |

### Полуфинале
| 17. 2. 2018 21:00 | Извештај | Партизан НИС                                                                   | 89 : 79 | Мега Бемакс                 | Спортски центар Чаир, Ниш Гледаоци: 4.500 Судије: Илија Белошевић, Миливоје Јовчић, Марко Јурас |  |
| 17. 2. 2018 21:00 | Извештај | Четвртине: 20:16, 22:25, 26:19, 21:19                                          |         |                             | Спортски центар Чаир, Ниш Гледаоци: 4.500 Судије: Илија Белошевић, Миливоје Јовчић, Марко Јурас |  |
| 17. 2. 2018 21:00 | Извештај | Поени: Маринковић 18 Скокови: Гагић 13 Асистенције: Величковић, Вилијамс-Гос 8 |         | Чанчар 20 Битадзе 8 Ребић 5 | Спортски центар Чаир, Ниш Гледаоци: 4.500 Судије: Илија Белошевић, Миливоје Јовчић, Марко Јурас |  |

### Финале
| 18. 2. 2018 21:00 | Извештај | Црвена звезда МТС                                                             | 75 : 81 | Партизан НИС                                | Спортски центар Чаир, Ниш Гледаоци: 5.000 Судије: Илија Белошевић, Миливоје Јовчић, Милија Војиновић |  |
| 18. 2. 2018 21:00 | Извештај | Четвртине: 9:25, 22:24, 24:16, 20:16                                          |         |                                             | Спортски центар Чаир, Ниш Гледаоци: 5.000 Судије: Илија Белошевић, Миливоје Јовчић, Милија Војиновић |  |
| 18. 2. 2018 21:00 | Извештај | Поени: Бјелица, Дангубић 14 Скокови: Бјелица 6 Асистенције: Дангубић, Лесор 3 |         | Вилијамс-Гос 23 Величковић 7 Вилијамс-Гос 7 | Спортски центар Чаир, Ниш Гледаоци: 5.000 Судије: Илија Белошевић, Миливоје Јовчић, Милија Војиновић |  |

## Суперлига Србије

### Резултати
| Датум        | Време | Меч       | Меч | Меч       | Резултат |
| ------------ | ----- | --------- | --- | --------- | -------- |
| 19. 4. 2018. | 20:00 | Партизан  | -   | Војводина | 90:67    |
| 22. 4. 2018. | 21:00 | Партизан  | -   | ФМП       | 94:90    |
| 25. 4. 2018. | 20:00 | Динамик   | -   | Партизан  | 82:93    |
| 28. 4. 2018. | 19:00 | Партизан  | -   | Вршац     | 108:66   |
| 1. 5. 2018.  | 18:30 | Партизан  | -   | Металац   | 91:79    |
| 4. 5. 2018.  | 18:00 | Војводина | -   | Партизан  | 62:88    |
| 7. 5. 2018.  | 18:00 | ФМП       | -   | Партизан  | 87:82    |
| 10. 5. 2018. | 18:00 | Партизан  | -   | Динамик   | 87:71    |
| 13. 5. 2018. | 20:30 | Вршац     | -   | Партизан  | 59:108   |
| 16. 5. 2018. | 18:00 | Металац   | -   | Партизан  | 78:101   |

#### Табела
|   | Тим             | Игр. | Поб. | Изг. | П+  | П-  | П+/- | Бод |
| - | --------------- | ---- | ---- | ---- | --- | --- | ---- | --- |
| 1 | ФМП             | 10   | 9    | 1    | 906 | 757 | +149 | 19  |
| 2 | Партизан НИС    | 10   | 9    | 1    | 942 | 741 | +201 | 19  |
| 3 | Динамик ВИП ПЕЈ | 10   | 5    | 5    | 836 | 808 | +28  | 15  |
| 4 | Вршац           | 10   | 3    | 7    | 783 | 913 | -130 | 13  |
| 5 | Војводина       | 10   | 2    | 8    | 773 | 898 | -125 | 12  |
| 6 | Металац         | 10   | 2    | 8    | 810 | 933 | -123 | 12  |

Легенда:

### Разигравање за титулу

#### Четвртфинале
| 22. 5. 2018 20:00 | Извештај | Партизан НИС                                                          | 97 : 68 | Мега Бемакс                  | Хала Пионир, Београд Гледаоци: 3.000 Судије: Илија Белошевић, Урош Николић, Владимир Јевтовић |  |
| 22. 5. 2018 20:00 | Извештај | Четвртине: 22:20, 22:14, 30:17, 23:17                                 |         |                              | Хала Пионир, Београд Гледаоци: 3.000 Судије: Илија Белошевић, Урош Николић, Владимир Јевтовић |  |
| 22. 5. 2018 20:00 | Извештај | Поени: Гагић 16 Скокови: Величковић, Си 6 Асистенције: Вилијамс-Гос 8 |         | Битадзе 17 Битадзе 6 Лазић 4 | Хала Пионир, Београд Гледаоци: 3.000 Судије: Илија Белошевић, Урош Николић, Владимир Јевтовић |  |

| 24. 5. 2018 18:00 | Извештај | Мега Бемакс                                               | 79 : 93 | Партизан НИС                              | Спортска хала Мега фектори, Београд Гледаоци: 650 Судије: Миливоје Јовчић, Саша Маричић, Марко Јурас |  |
| 24. 5. 2018 18:00 | Извештај | Четвртине: 26:20, 20:26, 20:24, 13:23                     |         |                                           | Спортска хала Мега фектори, Београд Гледаоци: 650 Судије: Миливоје Јовчић, Саша Маричић, Марко Јурас |  |
| 24. 5. 2018 18:00 | Извештај | Поени: Јарамаз 15 Скокови: Јарамаз 6 Асистенције: Мусић 8 |         | Величковић 22 Величковић 7 Вилијамс-Гос 8 | Спортска хала Мега фектори, Београд Гледаоци: 650 Судије: Миливоје Јовчић, Саша Маричић, Марко Јурас |  |

#### Полуфинале
| 28. 5. 2018 18:00 | Извештај | Црвена звезда МТС                                                 | 87 : 62 | Партизан НИС                       | Хала Пионир, Београд Гледаоци: 2.200 Судије: Миливоје Јовчић, Милија Војиновић, Александар Глишић |  |
| 28. 5. 2018 18:00 | Извештај | Четвртине: 23:15, 18:18, 20:19, 26:10                             |         |                                    | Хала Пионир, Београд Гледаоци: 2.200 Судије: Миливоје Јовчић, Милија Војиновић, Александар Глишић |  |
| 28. 5. 2018 18:00 | Извештај | Поени: Рочести 22 Скокови: Омић, Рочести 6 Асистенције: Рочести 5 |         | Вон 16 Величковић 9 Вилијамс-Гос 7 | Хала Пионир, Београд Гледаоци: 2.200 Судије: Миливоје Јовчић, Милија Војиновић, Александар Глишић |  |

| 30. 5. 2018 20:30 | Извештај | Партизан НИС                                                                           | 73 : 81 | Црвена звезда МТС              | Хала Пионир, Београд Гледаоци: 6.500 Судије: Илија Белошевић, Урош Николић, Владимир Јевтовић |  |
| 30. 5. 2018 20:30 | Извештај | Четвртине: 18:21, 20:16, 24:20, 11:24                                                  |         |                                | Хала Пионир, Београд Гледаоци: 6.500 Судије: Илија Белошевић, Урош Николић, Владимир Јевтовић |  |
| 30. 5. 2018 20:30 | Извештај | Поени: Вилијамс-Гос 20 Скокови: Величковић, Чакаревић 7 Асистенције: Величковић, Вон 4 |         | Рочести 23 Давидовац 9 Антић 5 | Хала Пионир, Београд Гледаоци: 6.500 Судије: Илија Белошевић, Урош Николић, Владимир Јевтовић |  |

## Појединачне награде
- Најкориснији играч кола Еврокупа 2017/18:
  -  Најџел Вилијамс-Гос (3. коло, индекс 34)[37]
- Идеална стартна петорка Јадранске лиге 2017/18:
  -  Новица Величковић[38]
- Најкориснији играч финала Купа Радивоја Кораћа 2018:
  -  Најџел Вилијамс-Гос[39]
- Најкориснији играч месеца Јадранске лиге 2017/18:
  -  Патрик Милер (октобар 2017)[40]
  -  Новица Величковић (јануар 2018)[41]
- Најкориснији играч кола Јадранске лиге 2017/18:
  -  Патрик Милер (5. коло, индекс 40)[42]
  -  Новица Величковић (15. коло, индекс 31)[43]
  -  Новица Величковић (17. коло, индекс 36)[44]
  -  Новица Величковић (21. коло, индекс 36)[45]